# 해군사관학교역
해군사관학교역(롱리얀나이르아)은 2018년 12월 6일에 개통한 태국의 철도역이다. 영문 이름은 Royal Thai Naval Academy다.

## 역 주변
- 태국 해군사관학교